# Miroslav Soukup (fotbalový trenér)
Miroslav Soukup (* 13. listopadu 1965 v Prachaticích) je český fotbalový trenér, který od července 2016 působí jako hlavní trenér bahrajnského národního týmu.

## Hráčská kariéra
Miroslav Soukup působil jako hráč v klubu TJ Tatran Prachatice a německém TV Freyung.

## Trenérská kariéra
V bavorském Freyungu začínal svou trenérskou kariéru coby hrající trenér. V roce 1995 se stal hlavním trenérem prachatického dorostu, odkud posléze přešel k trénování A mužstva. Dále trénoval dorost Českých Budějovic, poté byl asistentem trenéra v 1. FC Brno, později u české fotbalové reprezentace do 18 let a u české fotbalové reprezentace do 19 let.
Jako hlavní trenér působil na Mistrovství Evropy hráčů do 19 let 2006 a Mistrovství světa hráčů do 20 let 2007, kde dosáhl zatím největšího úspěchu, když dovedl české reprezentanty k titulu vicemistrů světa. Od léta 2008 byl trenérem fotbalové reprezentace Egypta do 20 let, kterou na Mistrovství světa hráčů do 20 let 2009 dovedl do osmifinále.
Od 1. ledna 2010 se stal sportovním ředitelem klubu 1. FC Slovácko. Pět kol před koncem ligové sezóny 2009/2010 vystřídal ve funkci trenéra Josefa Mazuru. Po třetím kole sezóny 2012/13 byl Soukup odvolán. Po šestém kole téže sezóny jej angažovalo SK Dynamo České Budějovice místo odvolaného Františka Cipra.
V květnu 2014 se stal hlavním trenérem jemenského národního týmu, se kterým se zúčastnil Gulf Cupu.